# 70 Virginis b
70 Virginis b è un pianeta extrasolare (classificato come Giove eccentrico) che orbita attorno alla stella nana gialla 70 Virginis ogni 116 giorni. Possedendo una massa 7,5 volte quella di Giove, la sua accelerazione di gravità alla superficie è molto simile a quella del Sole. All'epoca della sua scoperta, si riteneva che la stella fosse situata a soli 29 anni luce, il che ha fatto supporre che la stella, sulla base della sua magnitudine apparente, fosse meno luminosa di quanto ora accertato. Per tale motivo si pensava che il pianeta fosse posto nella fascia orbitale che prende il nome di zona abitabile, dove è possibile la presenza di acqua allo stato liquido. Il satellite Hipparcos mostrò in seguito che la stella era posta ad una distanza maggiore di quanto inizialmente previsto; pertanto la stella risultava essere più luminosa e, di conseguenza, il pianeta risultava essere troppo vicino alla stella per poter mantenere l'acqua liquida.